# Kofi Twumasi
Kofi Twumasi (sinh ngày 30 tháng 8 năm 1996) là một cầu thủ bóng đá người Ghana thi đấu cho Viitorul Constanța ở vị trí tiền vệ.